# Al-Kuru

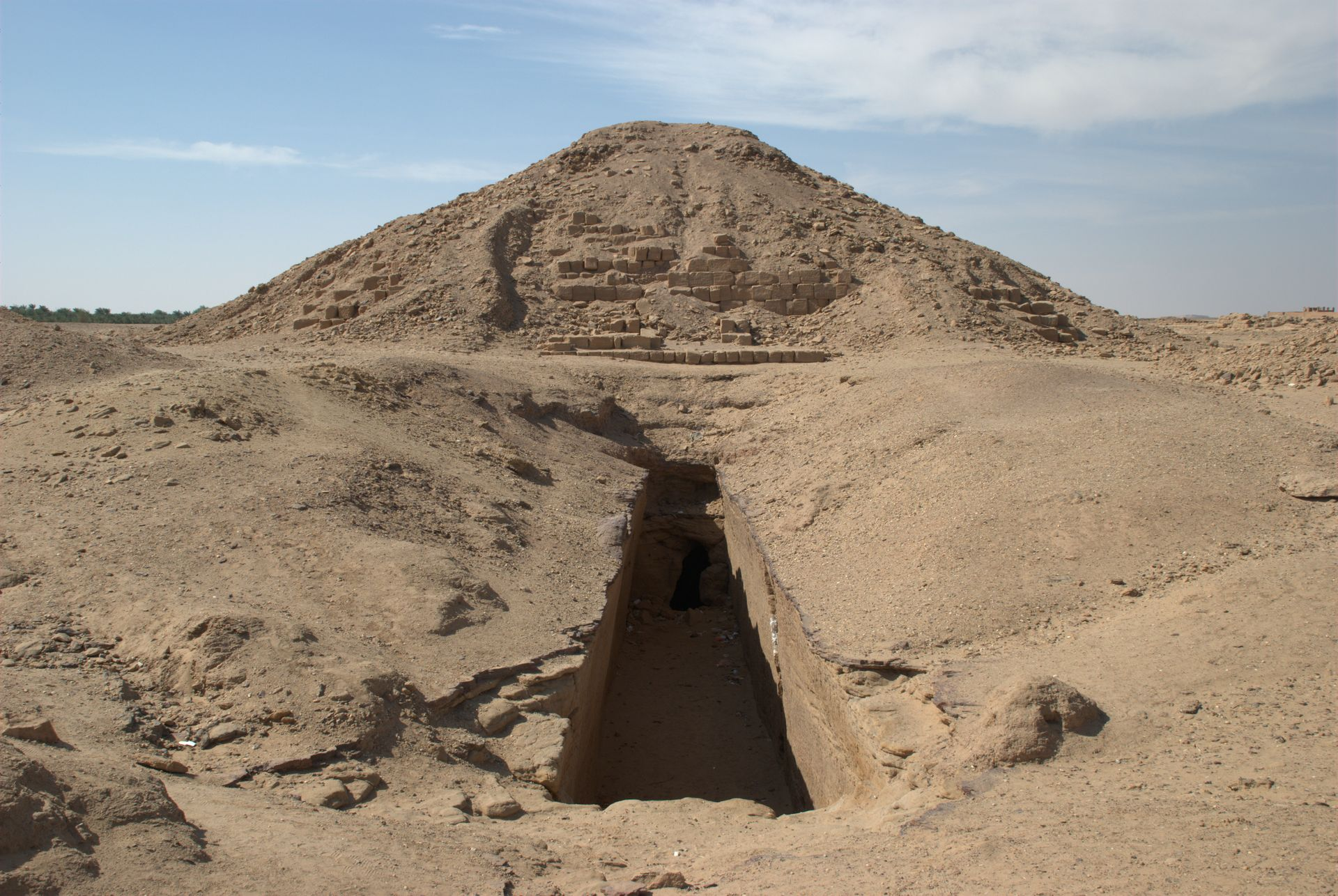
Piramida w Al-Kuru

Al-Kuru (El-Kurru) – kompleks grobowców składający się z piramid królów kuszyckich XXV dynastii, znajdujący się nieco poniżej IV katarakty, nieopodal Nuri.
Piramidy w Nubii zaczęto wznosić 800 lat po zbudowaniu ostatniej piramidy w Egipcie. Piramidy królów miały podstawy o boku średnio 8–11 m. Grobowce królowych, których znajduje się tutaj 14, mają bok podstawy średnio o długości 6 do 7 m. Znaleziono tu też groby 24 koni i 2 psów.
Piramidy Al-Kuru odkrył George Andrew Reisner.